# Gulbadan Begum
Gulbadan Begum of Gulbadan Banu (Perzisch: گلبدن بیگم; Kabul, ±1523 - Agra, 16 maart 1603) was een prinses in het Mogolrijk. Ze was de dochter van keizer Babur en zijn vrouw Dildar Begum. Daarnaast was ze de zuster van keizer Humayun en tante van keizer Akbar. Ze was een begaafd dichteres en schreef in opdracht van Akbar de Humayunnama, een biografie van haar broer Humayun. Haar eigen biografie valt te herleiden uit de Akbarnama, de door Abul Fazl geschreven biografie van Akbar.

## Levensloop
Gulbadan Begum werd geboren rond 1523, een paar jaar voordat haar vader Hindoestan veroverde. Babur was behalve een begaafd veldheer ook een groot liefhebber van poëzie. Hij gaf zijn kinderen een uitstekende opvoeding waarbij ze in contact gebracht werden met Turkse en Perzische dichtkunst. Gulbadan Begum werd in 1528 vanuit Kabul naar Delhi overgebracht. Ze was 8 jaar oud toen haar vader stierf, en 17 toen ze trouwde met Khizr Khwaja, een Turkse amir die een belangrijke plek aan het hof had. Bekend is dat ze minstens een zoon en een dochter had.
Nadat haar broer Humayun in 1540 zijn rijk verloor aan de Afghaanse leider Sher Shah Suri vluchtte het Mogolhof naar Kabul. Na de herovering van het rijk in 1556 nodigde Akbar in 1558 het hof uit van Kabul naar Agra te komen. Gulbadan Begum bracht de rest van haar leven door aan het hof van haar neef, dat zich verplaatste tussen de steden Agra, Fatehpur Sikri en Lahore.
Akbar lijkt zijn tante erg te hebben gemogen. Hij vroeg haar alles dat ze zich van haar vader en broer Humayun herinnerde op te schrijven. Het resultaat was een uniek persoonlijk werk, dat wel de Humayunnama genoemd wordt. Overigens was het onder de Mogolkeizers gebruikelijk een schrijver op te dragen de eigen biografie te schrijven. Babur vormde een uitzondering: hij schreef zijn eigen levensverhaal, de Baburnama. Vergeleken met professionele hofschrijvers valt het werk van Gulbadan Begum op door simpel, nuchter taalgebruik. Ze beschrijft haar broer zonder hem op te hemelen en geeft een gedetailleerd verslag van zijn omzwervingen tijdens zijn ballingschap in Perzië en Afghanistan. De Humayunnama is het enige 16e-eeuwse werk van een vrouwelijk lid van de koninklijke familie waarvan een kopie bewaard is gebleven.
Gulbadan Begums echtgenoot en zoon werden van het hof verbannen na in opstand tegen Akbar te zijn gekomen. Gulbadan Begum zag beiden nooit meer terug. Tussen 1575 en 1582 maakte ze een 
bedevaart naar Mekka, samen met Hamida Banu Begum, de weduwe van Humayun. Ze bleef vier jaar in Mekka, waarbij ze enorme bedragen aan aalmoezen uitdeelde. Op de terugweg naar India overleefde ze een schipbreuk voor de kust van Aden.
Gulbadan Begum overleed op 80-jarige leeftijd in 1603. Keizer Akbar zelf droeg de kist enige tijd bij haar begrafenis.